# Anders (voornaam)

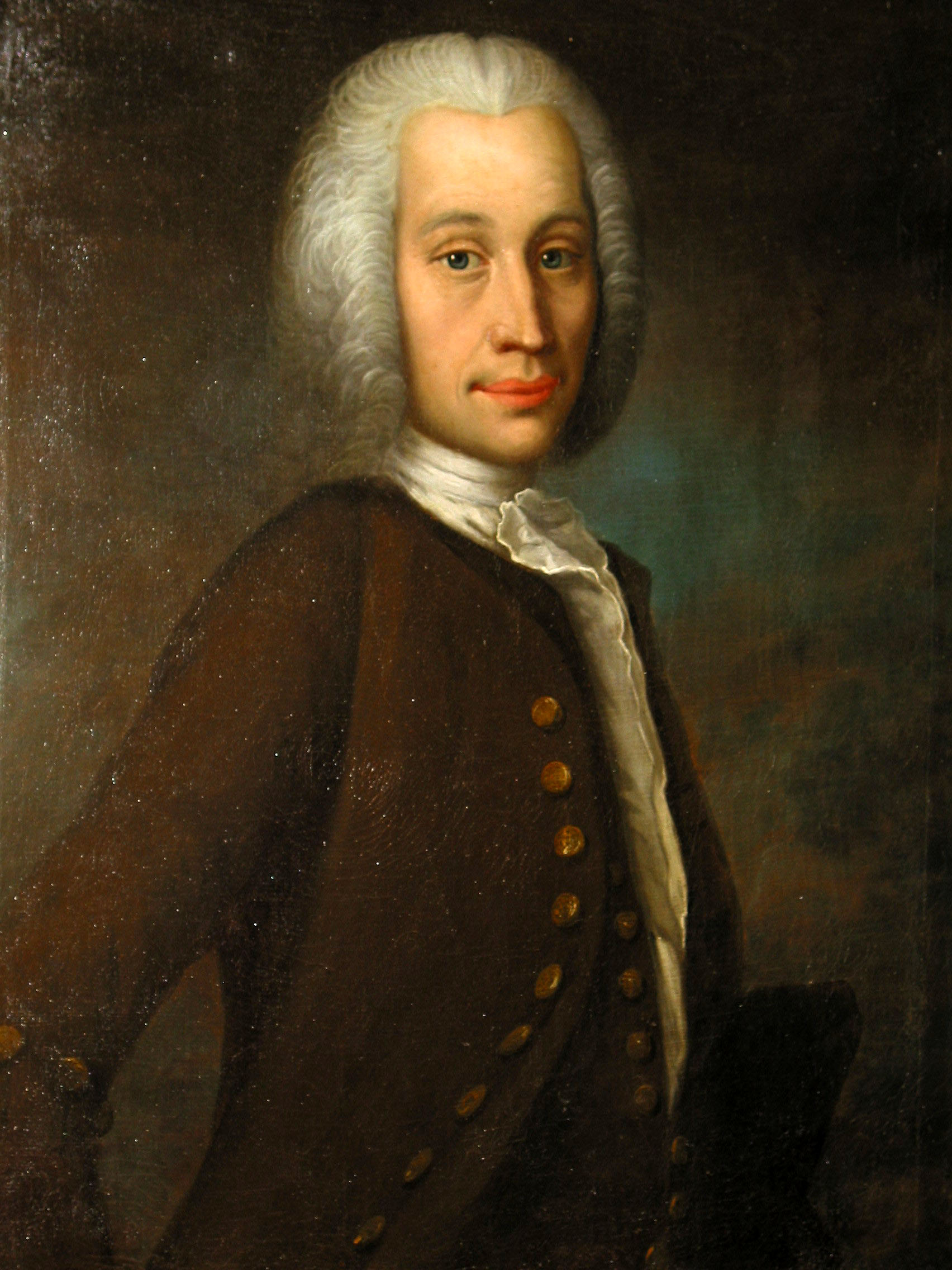
Anders Celsius

Anders is een jongensnaam. Het is een Scandinavische variant van de jongensnaam Andreas.

## Bekende naamdragers
- Anders Andersson, Zweeds voetballer
- Anders Jonas Ångström, Zweeds natuurkundige
- Anders Bardal, Noors schansspringer
- Anders Celsius, Zweeds astronoom
- Anders Christiansen, Deens voetballer
- Anders Due, Deens voetballer
- Anders Eriksson, Fins voetballer
- Anders Gärderud, Zweeds atleet
- Anders Holmertz, Zweeds zwemmer
- Anders Jacobsen, Noors schansspringer
- Anders Järryd, Zweeds tennisser
- Anders Ljungberg, Zweeds voetballer
- Anders Sandøe Ørsted, Deens politicus
- Anders Fogh Rasmussen, Deens politicus, secretaris-generaal van de NAVO
- Anders Roth, Fins voetballer
- Anders Södergren, Zweeds langlaufer
- Anders Zorn, Zweeds schilder en etser